# شعله ولپی
شعله ولپی؛ زادهٔ ۶ مارس ۱۹۶۲) یک زبان‌شناس اهل ایران است.
شعله ولپی شاعر، نویسنده و مترجم ادبی ایرانی الاصل است. او در ایران به دنیا آمده و سال‌های نوجوانی را در ترینیداد و بریتانیا گذراند و سپس به ایالات متحده نقل مکان نمود و تحصیلات خود را در رشته سینما، تلویزیون و رادیو در دانشگاه نورت‌وسترن و نیز در رشته بهداشت عمومی در دانشگاه جان هاپکینز به پایان رسانیده‌است. وی هم‌اکنون در لس آنجلس زندگی می‌کند.

## آثار
از شعله ولپی تاکنون چند مجموعه شعر به اضافه یک سی.دی. منتشر شده‌است. از آثار وی می‌توان به ترجمه گزیده‌ای از اشعار فروغ فرخزاد با عنوان «گناه» به زبان انگلیسی اشاره کرد. این کتاب توسط انتشارات دانشگاه آرکانزاس به چاپ رسیده‌است. شعله، گلچین اشعار فروغ را با عکسی از شاعر و شعری به خط او آغاز می‌کند و سپس تاریخچه کوتاهی از زندگی فروغ را به خوانندگانش معرفی می‌کند. بخش اول گناه برگرفته از کتاب‌های اسیر، دیوار و عصیان است، بخش دوم، اشعاری از تولدی دیگر را دربردارد و بخش پایانی برگردان شعرهایی از مجموعه ایمان بیاوریم به آغاز فصل سرد است.
- Sin: Selected Poems of Forugh Farrokhzad
- Rooftops of Tehran
- The Forbidden: Poems from Iran and its Exiles
- Breaking the Jaws of Silence: Sixty American Poets Speak to the World
- Keeping Time with Blue Hyacinths: Poems
- SCAR SALOON, THE
- Scar Saloon

## جوایز
در سال ۲۰۱۳ برنده "جایزه کتاب میدوست" (Midwest Book Award) و در سال ۲۰۱۰ برنده "جایزه Lois Roth Persian Translation prize شده‌است